# Johnny Stecchino
Johnny Stecchino (Brasil: Johnny Stecchino / Portugal: Johnny Palito) é um filme dirigido e estrelado por Roberto Benigni.
Foi o primeiro grande sucesso de comédia do diretor e um dos melhores filmes da Itália[carece de fontes?].

## Sinopse
"Johnny Stecchino" conta a história de Dante, um motorista de ônibus escolar muito atrapalhado. Ele tem um único amigo, Lillo, de quem as pessoas evitam falar, e de Johnny Stecchino, um mafioso que é procurado pela polícia italiana e vive um amor secreto com Maria (Nicoletta Braschi), que é casada. Com Johnny Stecchino Maria vive como uma rica: usa roupas chiques, dirige carros importados, já com seu marido vive como uma pessoa sem prestigio e dinheiro e usa roupas velhas e usadas. Em uma noite, Maria acidentalmente atropela Dante e percebe uma enorme semelhança entre ele e Johnny Stecchino. Por isso, finje se apaixonar por ele. Para encobrir seu amado, Maria propõe que ele finja ser o mafioso, mas uma confusão bota em risco o plano.

## Elenco
- Roberto Benigni... Johnny Stecchino/Dante
- Nicoletta Braschi... Maria
- Paolo Bonacelli... D'Agata
- Franco Volpi... Ministro
- Ivano Marescotti... Dr. Randazzo
- Turi Scalia... Giudice
- Loredana Romito... Gianna
- Alessandro de Santis... Lillo